# Темкино (Удмуртия)
Темкино — выселок в Увинском районе Удмуртии на реке Изейка, входит в Поршур-Туклинское сельское поселение. Находится в 13 км к северо-западу от посёлка Ува и в 73 км к западу от Ижевска.